# Bathymodiolus platifrons
Bathymodiolus platifrons is een tweekleppigensoort uit de familie van de Mytilidae. De wetenschappelijke naam van de soort is voor het eerst geldig gepubliceerd in 1994 door Hashimoto & Okutani.